# Metodismo en Sichuan
Metodismo en Sichuan hace referencia a la historia e implantación del metodismo en la provincia sudoccidental china de Sichuan, antiguamente romanizada como Sz-chuan, Sz-chuen, Szechuan o Szechwan, también denominada «China Occidental» (en inglés: West China). La misión metodista en Sichuan empezó en 1882 cuando los misioneros metodistas episcopales empezaron a llegar desde los Estados Unidos. Posteriormente se les unieron los misioneros de la Iglesia Metodista de Canadá. El metodismo, junto con el anglicanismo, fueron las dos mayores confesiones protestantes en dicha provincia.

## Historia

### Misión Metodista Episcopal Estadounidense

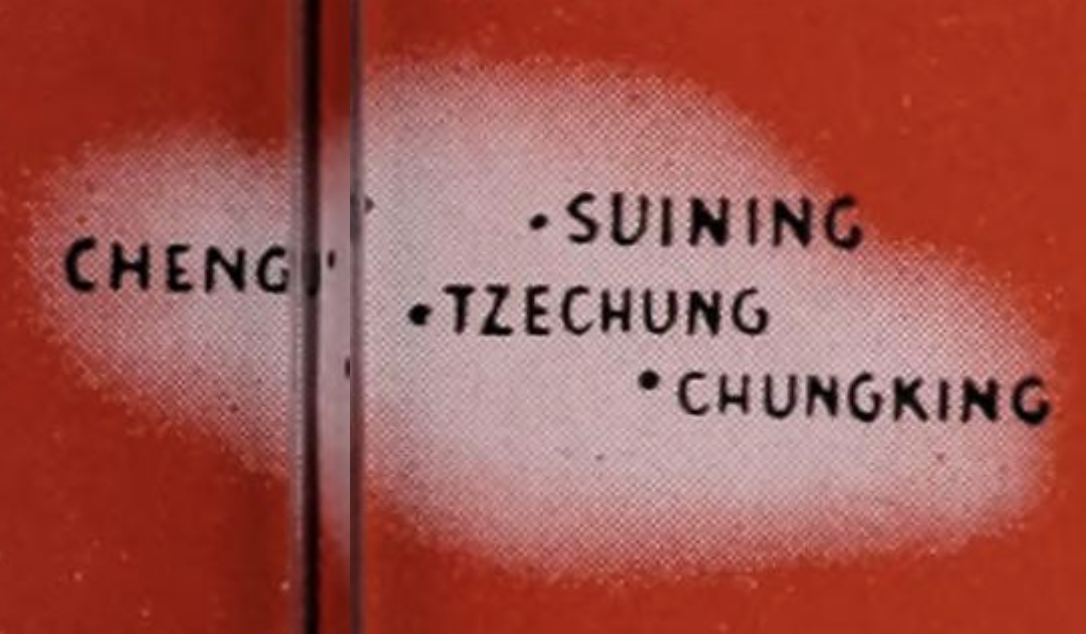
Zona misionera de la Iglesia Metodista Episcopal en Sichuan

Los primeros misioneros metodistas en llegar a Sichuan fueron los de la Misión Metodista Episcopal Estadounidense (MMEE; perteneciente a la Iglesia Metodista Episcopal) dirigida por el reverendo Lucius Nathan Wheeler, que llegaron a Chungking en 1882. En 1884, Francis Dunlap Gamewell fue asignado a esta ciudad como superintendente de la Misión de China Occidental. Sus primeros esfuerzos encontraron una fuerte resistencia y disturbios que llevaron al abandono de la misión. No fue sino hasta 1889 que estos metodistas regresaron y empezaron la misión de nuevo.
La misión de la MMEE se concentró en un área en forma de diamante con las ciudades de Chengtu, Suining, Tzechung y Chungking como bases. Aparte de ser una de las cuatro sociedades fundadoras de la Universidad de la Unión de China Occidental, la MMEE tenía un templo construido en Chengtu (iglesia institucional metodista de Chengtu), y otro en Chungking (iglesia institucional conmemorativa de Lewis), así como varios colegios y hospitales.

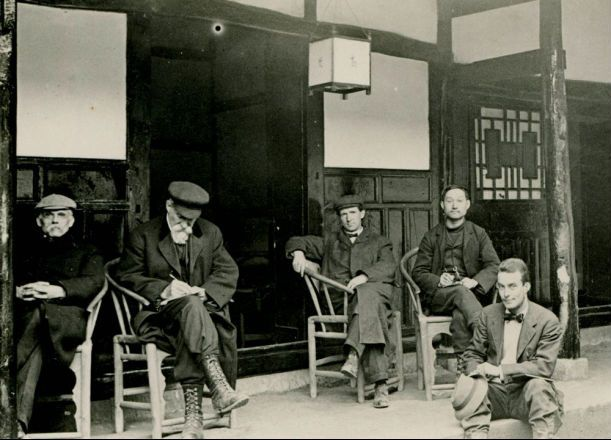
De izquierda a derecha: E. D. Burton, T. C. Chamberlin, Joseph Beech, Y. T. Wang y R. T. Chamberlin en Tungchwan, durante el viaje exploratorio de Oriente de 1909.

El reverendo Dr. Joseph Beech, graduado de la Universidad Wesleyana y miembro de la Psi Upsilon y la Phi Beta Kappa, desempeñó un papel fundamental en la fundación y administración de la Universidad de la Unión de China Occidental. Se desempeñó como presidente fundador y luego como cancelario.
Ailie Gale se desempeñó como administradora del Chadwick Memorial Hospital en Tzechung durante cinco años a partir de 1941. Se fue en 1946 para reunirse con su marido, ya que reconoció la escalada del conflicto político.
Durante la década de 1940, W. Y. Chen, uno de los cuatro obispos metodistas de China, dirigió el trabajo de la Iglesia en el área de Chengtu.

### Misión Metodista Canadiense

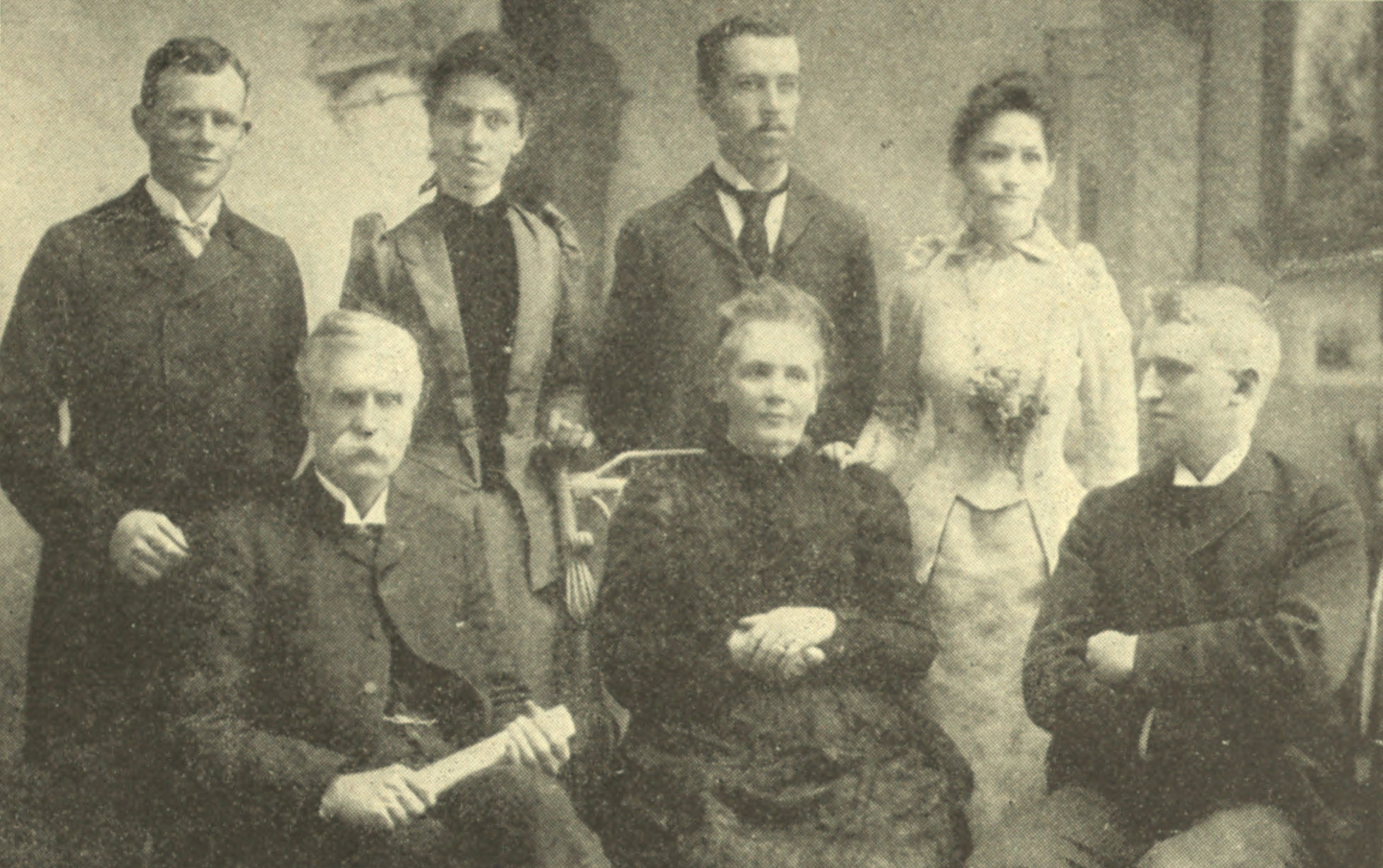
Primeros misioneros de la Misión Metodista Canadiense a Sichuan, 1891. De izquierda a derecha, de pie: Rev. G. E. Hartwell, Sra. Hartwell, Rev. O. L. Kilborn, Sra. Kilborn; sentados: Rev. V. C. Hart, Sra. Hart, Dr. D. W. Stevenson.

En 1891, un grupo de la Misión Metodista Canadiense (MMC; perteneciente a la Iglesia Metodista de Canadá), compuesto por cuatro misioneros y sus esposas, salió de Ontario para abrir la nueva misión de China Occidental; dos de los hombres eran ministros (Virgil C. Hart, fundador de la misión, y George E. Hartwell) y dos eran médicos (Omar L. Kilborn y David W. Stevenson). Antes de su partida, se llevó a cabo un servicio de despedida en la iglesia metodista de Elm Street, Toronto. Salieron de Canadá hacia China el 4 de octubre.

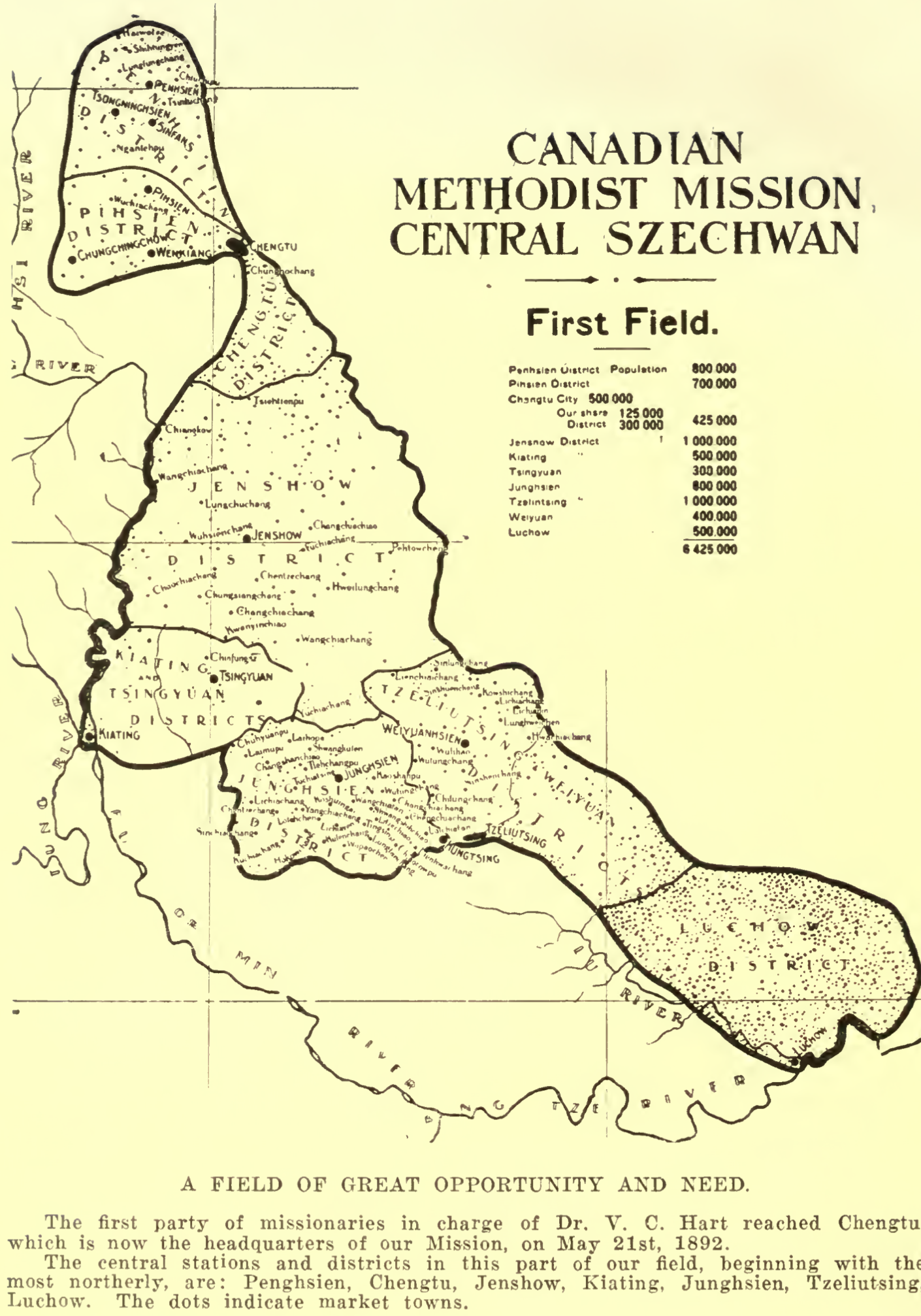
Misión Metodista Canadiense en Szechwan Central

Arribaron a Chengtu, capital de Sichuan, al año siguiente (1892). El trabajo se inició de inmediato en la capital y, dos años más tarde, en Kiatingfu, con el establecimiento de estaciones misioneras en ambas ciudades. Posteriormente se construyeron un templo y un hospital en Chengtu. El 16 de abril de 1893, los misioneros dieron la bienvenida a su primera conversa. Ella impresionó a los misioneros con su manera directa, un rasgo poco común en los chinos, y por su notable progreso en el aprendizaje de la lectura.
En 1895, un grave estallido de agitación antiextranjera se extendió por toda la provincia. En Chengtu, toda la propiedad de la MMC fue completamente destruida; y todos los misioneros de todas las misiones, tanto protestantes como católicos, estaban agradecidos de poder escapar con vida.
En 1897, la MMC estableció en Kiatingfu su propia imprenta, la Canadian Methodist Mission Press. En 1903, se trasladó a la ciudad capital de Chengtu. Esta imprenta funcionaba principalmente en inglés, tibetano, chino y hua miao, pero también imprimía lecciones de idiomas en francés y alemán. Además de imprimir para las diversas misiones de China Occidental, se realizó una cierta cantidad de trabajo para las escuelas locales y para los extranjeros no misioneros. Entre sus impresos, se destacó The West China Missionary News publicado por primera vez en 1899, que fue el primer periódico en inglés y de más larga duración en la provincia de Sichuan.
En 1906, ocho estudiantes del Victoria College formaron los Ocho de Victoria, el grupo fue apodado «The Missionary Gang» para China y Japón. Salieron de Canadá en noviembre. Acta Victoriana celebró su partida por la publicación de las fotografías de graduación de los estudiantes en el frontispicio de la revista en su edición de noviembre de 1906 y un poema titulado «L'Envoi» de Edward Wilson Wallace, uno de los Ocho. Seis de estos hombres fueron enviados a Sichuan, donde llegaron en 1910 después de dos años de aprendizaje del idioma.
Después de 1900, se establecieron ocho estaciones centrales más en Jenshow (1905), Junghsien (1905), Penghsien (1907), Tzeliutsing (1907), Luchow (1908), Chungking (1910), Chungchow (1911) y Fowchow (1913). Los misioneros de la MMC construyeron iglesias y se hicieron cargo de los edificios locales para realizar servicios y reuniones de oración. Establecieron escuelas diurnas e internados en las escuelas primarias y secundarias para niños y niñas. Se abrieron orfanatos. Construyeron complejos residenciales con casas misioneras. Viajaron por la provincia predicando en mercados y salones de iglesias, y dictando clases de estudio de la Biblia. Los médicos misioneros abrieron clínicas, dispensarios y hospitales. Crearon un capítulo chino de la Cruz Roja en respuesta a la Revolución de 1911.

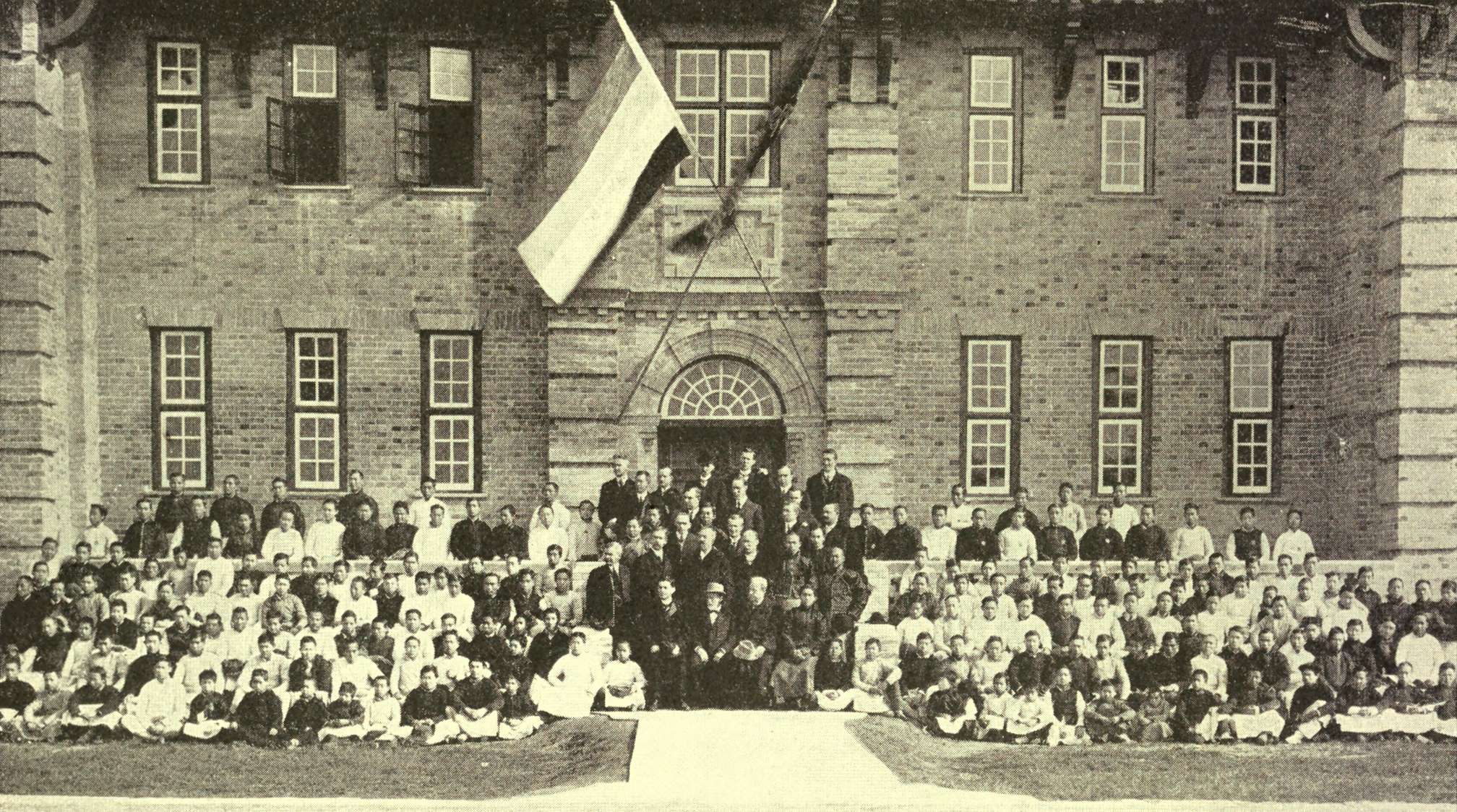
Profesores, estudiantes e invitados de la Universidad y Escuela Secundaria de la Unión de China Occidental. Los invitados incluyen al obispo Bashford, el reverendo Dr. Goucher, Fuh, gobernador militar, y Chʻen, gobernador civil de Szechwan. 1915 o 1916.

La MMC fue también una de las cuatro misiones protestantes responsables de la creación de la Universidad de la Unión de China Occidental en 1910, en Chengtu, junto con la Sociedad de Misión Extranjera Bautista Estadounidense (Iglesias Bautistas Americanas EE. UU.), la Misión Metodista Episcopal Estadounidense (Iglesia Metodista Episcopal) y la Asociación de Misiones Extranjeras de los Amigos (cuáqueros británicos). Allí abrieron su propio Hart Memorial College, y los departamentos de medicina y odontología de la universidad debieron su éxito a estos misioneros canadienses. Ese mismo año (1910), la MMC se hizo cargo del distrito de Chungking de manos de la Sociedad Misionera de Londres.
En 1917, se celebró el jubileo de plata de la fundación de la misión de China Occidental entre los metodistas canadienses.
La MMC tuvo su primera conferencia preparatoria celebrada en Junghsien el 27 de mayo de 1918. En esta conferencia, se nombró y envió al primer misionero local a las tribus montañesas al noroeste de Chengtu. El personal de la conferencia incluyó misioneros, evangelistas, probacionistas y delegados laicos.

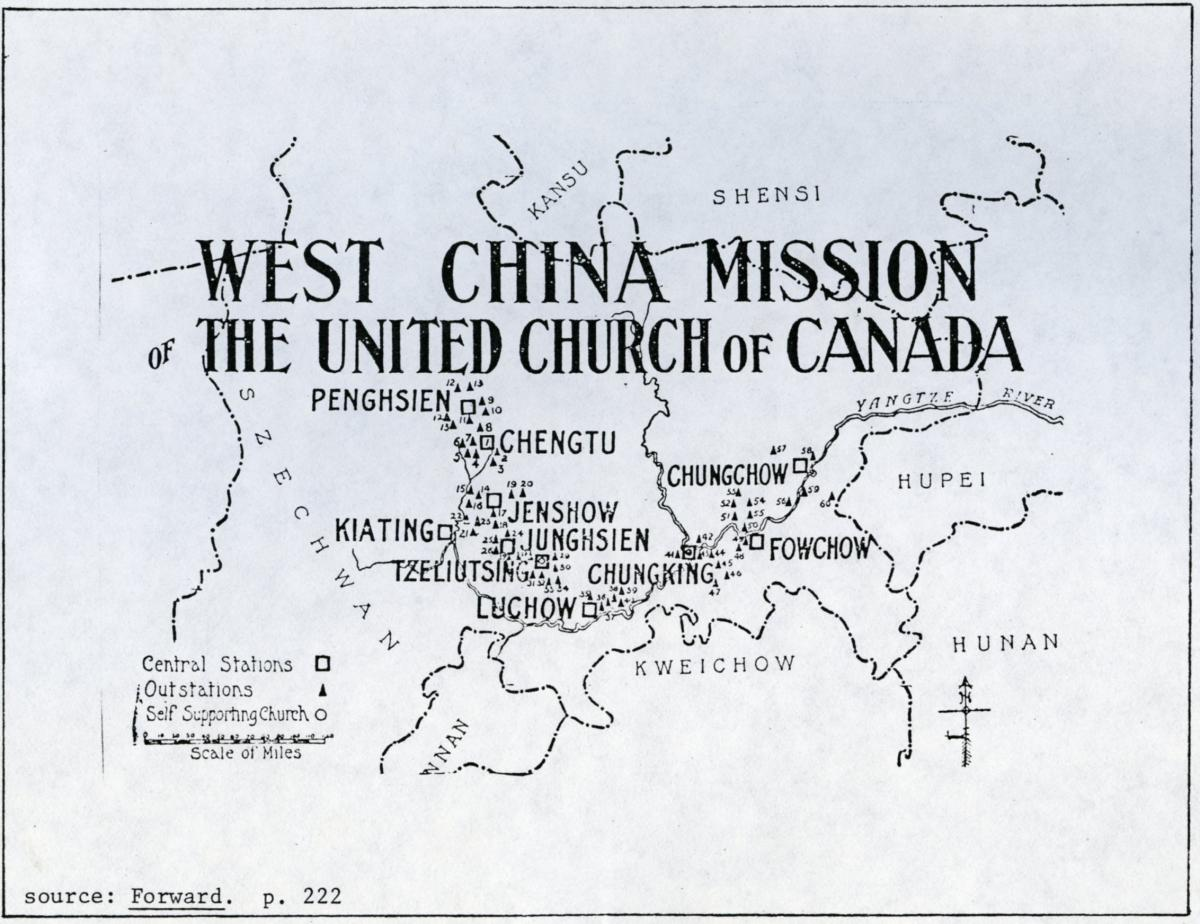
Misión de China Occidental de la Iglesia Unida de Canadá

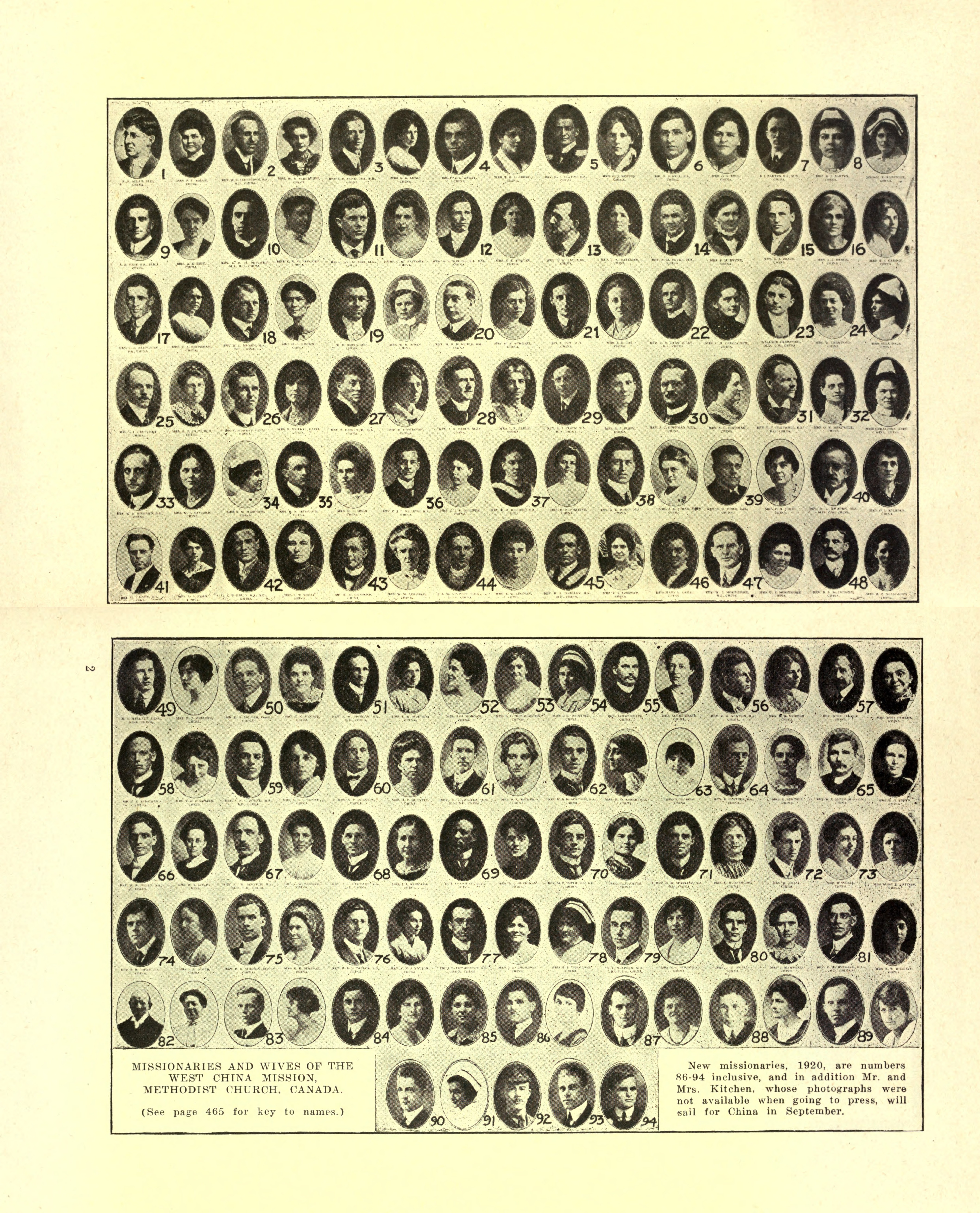
Misioneros metodistas canadienses destinados a Sichuan

A finales de 1921, casi la mitad de los cristianos protestantes en Sichuan eran metodistas. Tras la fusión de la Iglesia Metodista de Canadá en la Iglesia Unida de Canadá en 1925, esta última asumió la responsabilidad de la MMC. En ese momento, la MMC era la misión más grande de la nueva Iglesia. Había 10 estaciones centrales y 214 canadienses, tanto hombres como mujeres, trabajando como personal de misión. Cada estación ejecutó el trabajo misionero en tres formas: evangelística, educativa y médica. En su conjunto, la misión creó una comunidad cristiana de unas 10 000 personas.
En 1927, a muchos misioneros canadienses se les ordenó evacuar Sichuan para escapar de los levantamientos comunistas y la guerra civil china. Esta evacuación dio lugar a una serie de dimisiones del personal en la misión de China Occidental, lo que provocó una disminución en el trabajo de las misiones canadienses en Sichuan.
A mediados de la década de 1930, las tropas comunistas destruyeron en gran parte las propiedades de la Iglesia en Lifan, Maochow, Weikiu y Tzagulao, mataron a pastores y conversos, y quemaron la mayoría de las aldeas entre Lifan y Tzagulao. Cuando los soldados evacuaron el valle de Lifan, destruyeron las casas de la gente y arrojaron los excedentes de alimentos en pozos negros, ya que no podían llevárselos. Después de que se fueron los comunistas, llegaron las tropas nacionalistas, se llevaron lo que quisieron sin pagar por ello. En 1934, la MMC se había unido a la Iglesia de Cristo en China (ICC); el 9 de febrero de 1939 se celebró una reunión anual del Sínodo de Szechwan de la ICC.

## Situación actual
Después de la toma del poder por los comunistas en 1949, los misioneros fueron expulsados, la mayoría de las actividades cristianas fueron prohibidas y todas las escuelas y los hospitales de las misiones fueron tomados por el gobierno. Las iglesias protestantes en China se vieron obligadas a romper sus lazos con las respectivas iglesias en el extranjero, lo que ha llevado a la fusión de todas las confesiones protestantes en la Iglesia patriótica de las tres autonomías establecida por el gobierno comunista.
La historia de la Misión Canadiense de China Occidental fue olvidada en gran medida tanto por Canadá como por China, y una vez reprimida por el gobierno chino que no estaba dispuesto a reconocer el trabajo de los trabajadores religiosos extranjeros, hasta, según el informe de Nathan VanderKlippe en 2017, «hace unos pocos años, [...] la historia de la Misión de China Occidental ahora está siendo revivida con una advertencia. No se hace referencia a los misioneros como tales. En cambio, se les llama “voluntarios”».

## Galería

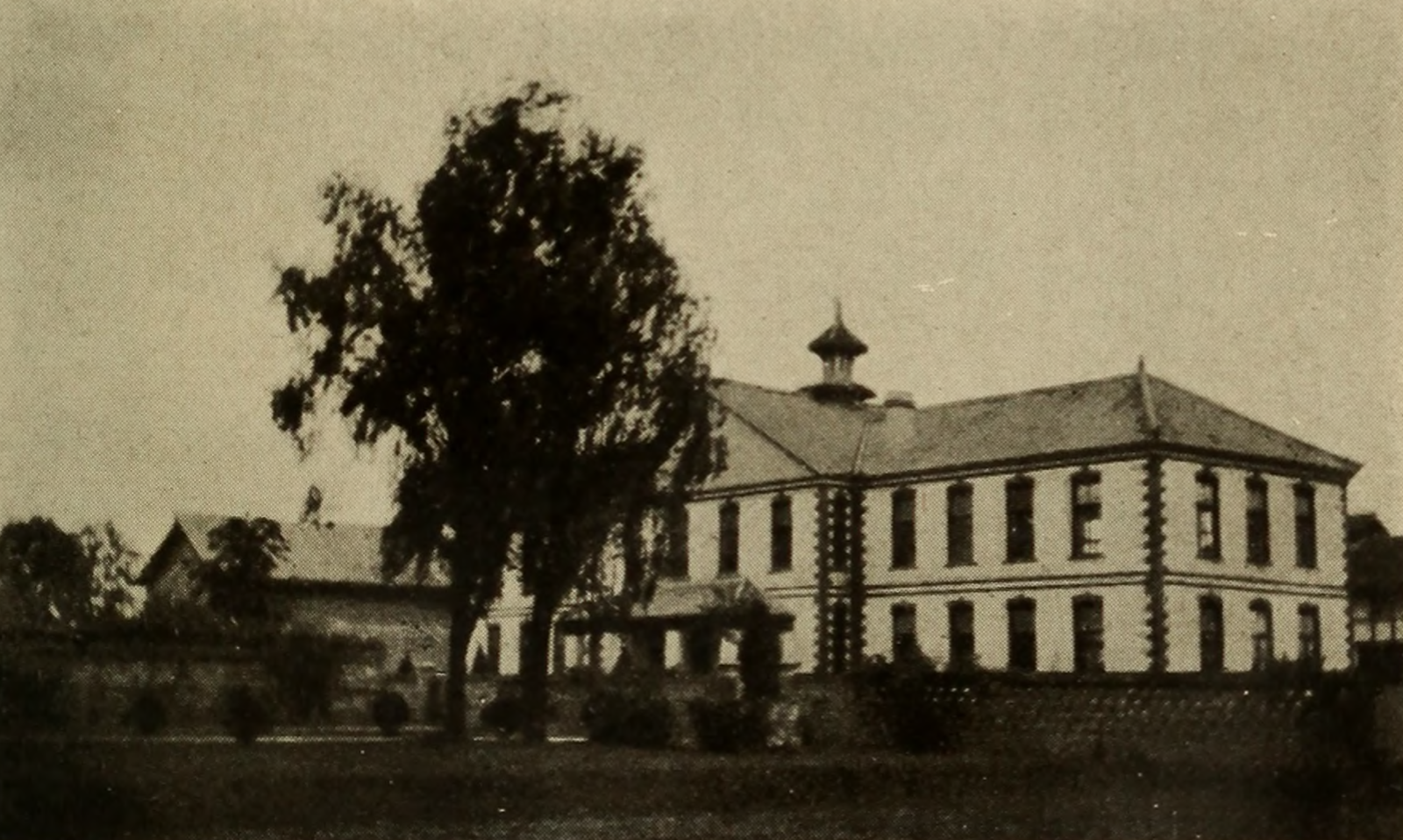
La primera Canadian Methodist Mission Press en Kiating, anterior a 1903
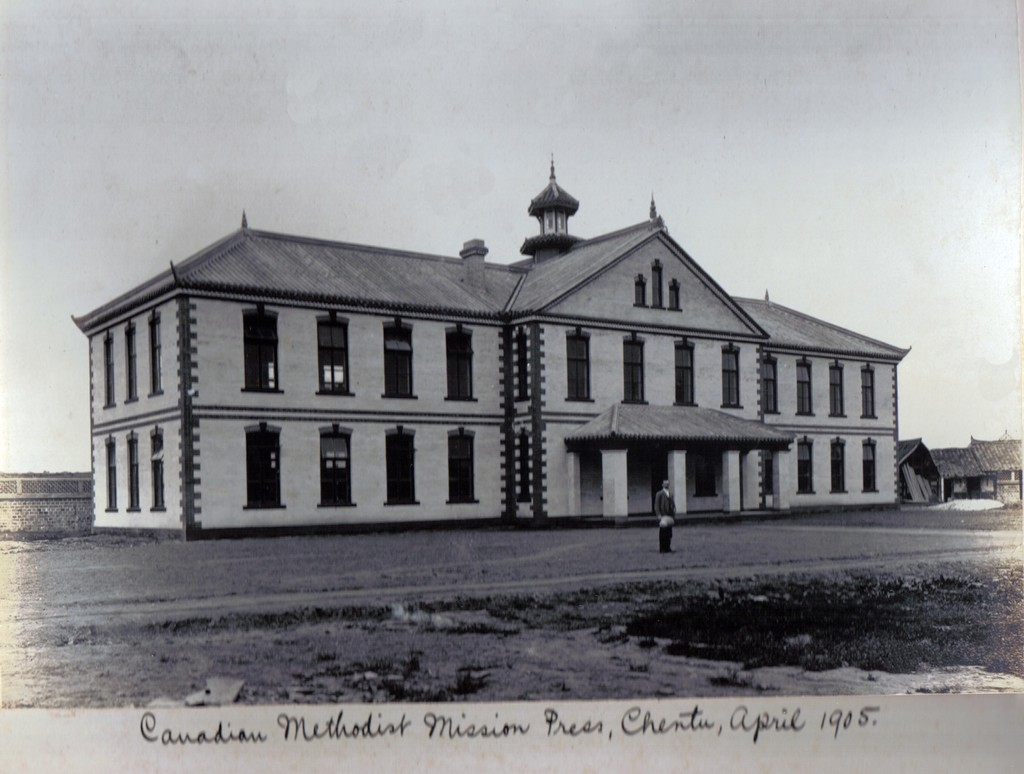
La nueva Canadian Methodist Mission Press en Chengtu, abril de 1905
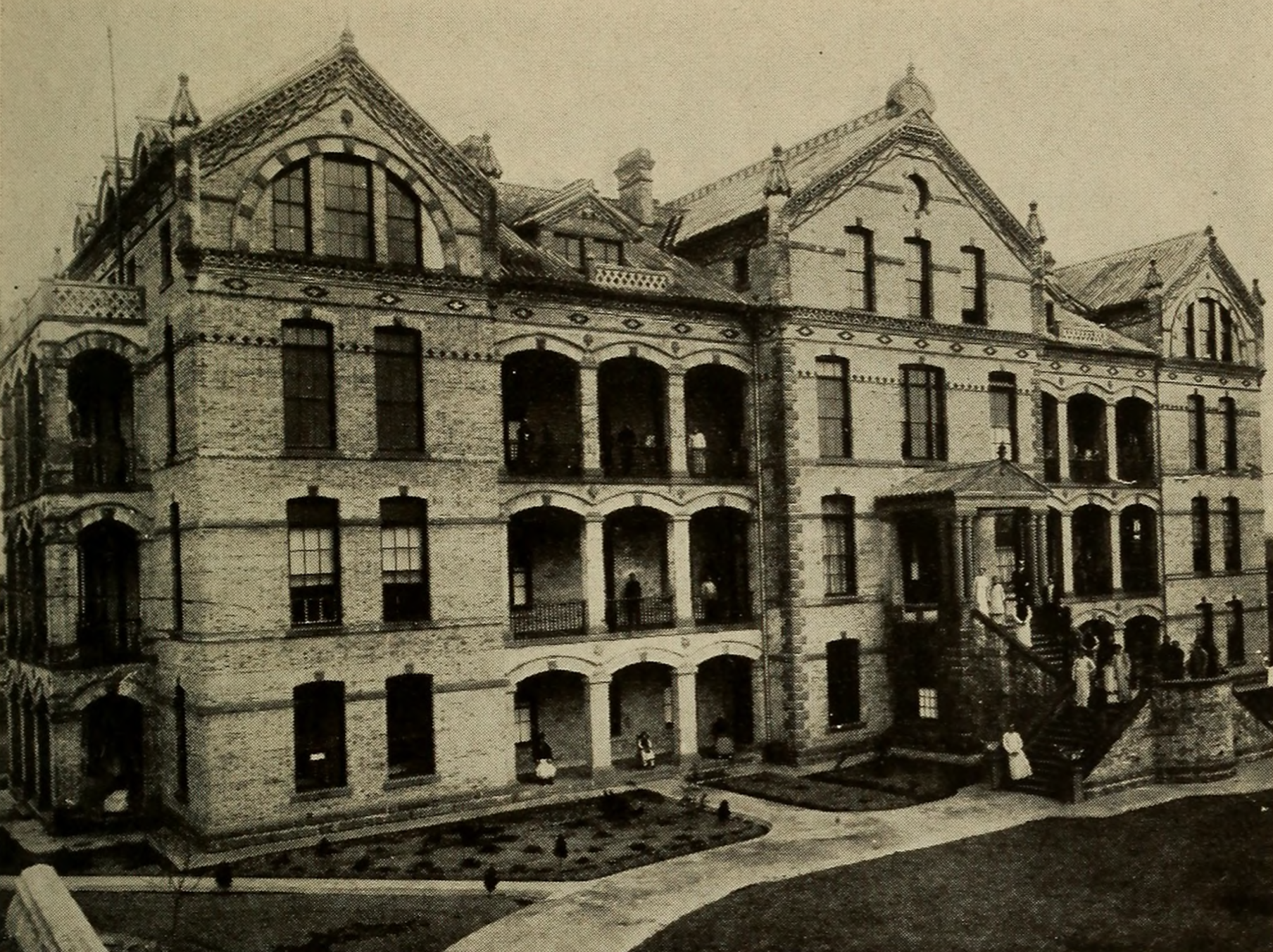
Hospital metodista canadiense de Chengtu, anterior a 1917
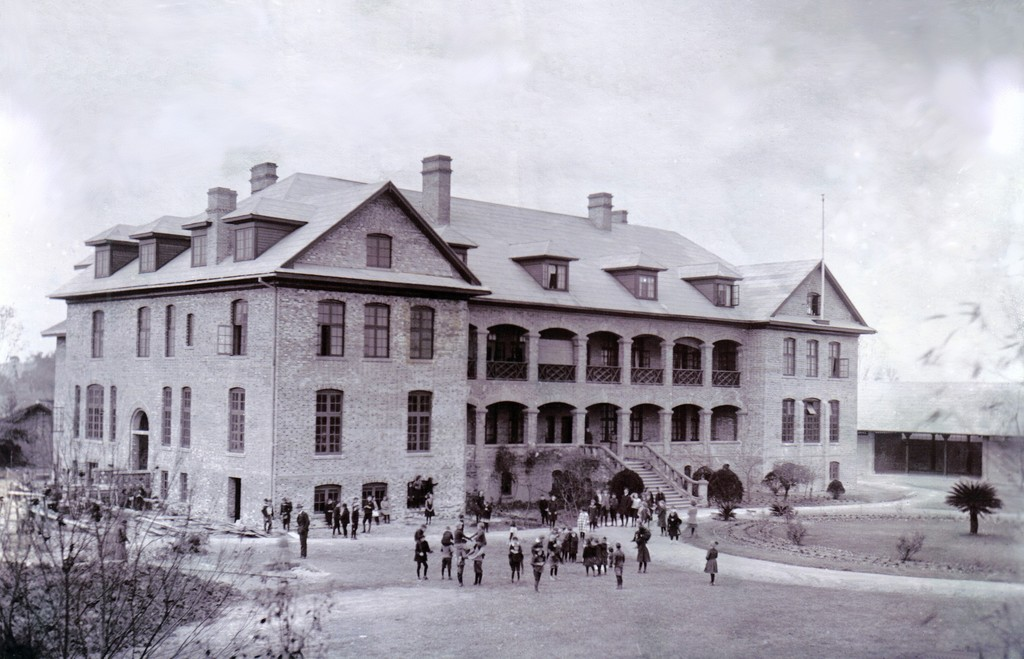
Colegio canadiense de la Universidad de la Unión de China Occidental, Chengtu, c. 1918
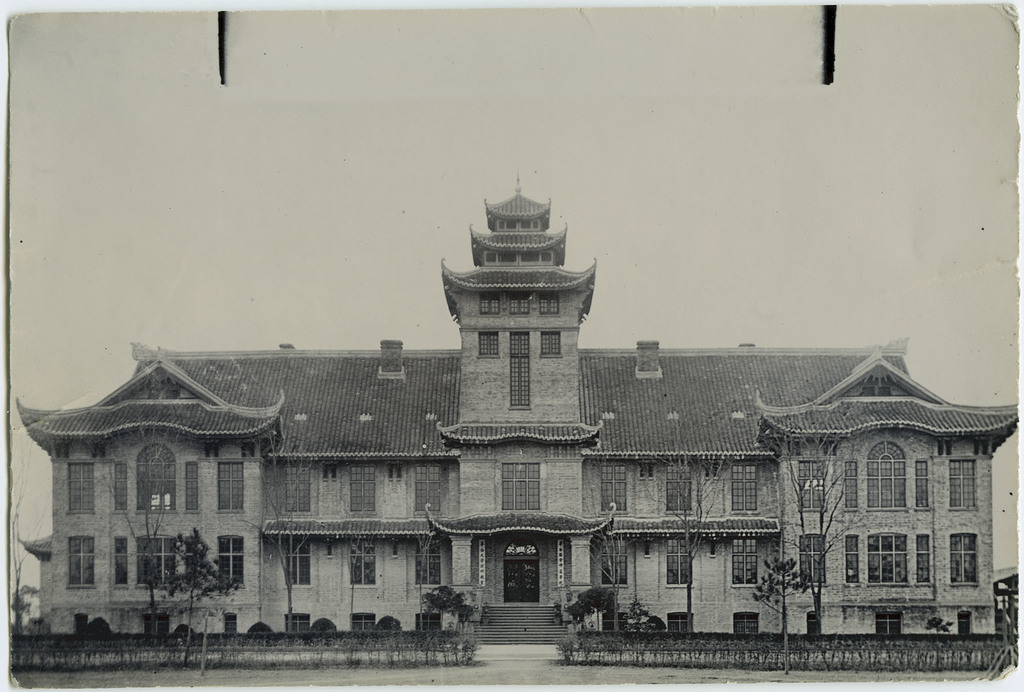
Hart Memorial College de los metodistas canadienses en la Universidad de la Unión de China Occidental
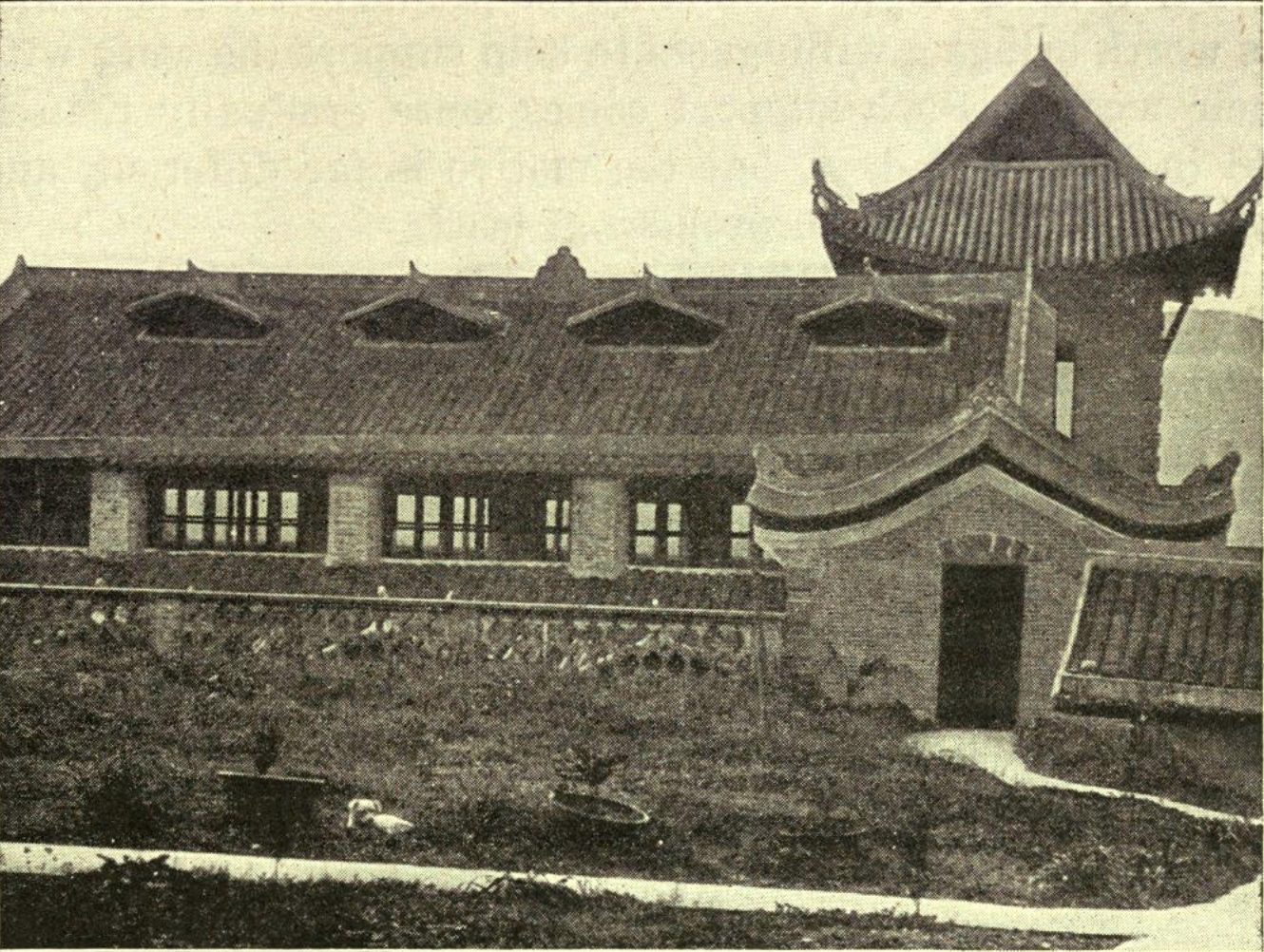
Templo Metodista Canadiense de Tzeliutsing, anterior a 1920
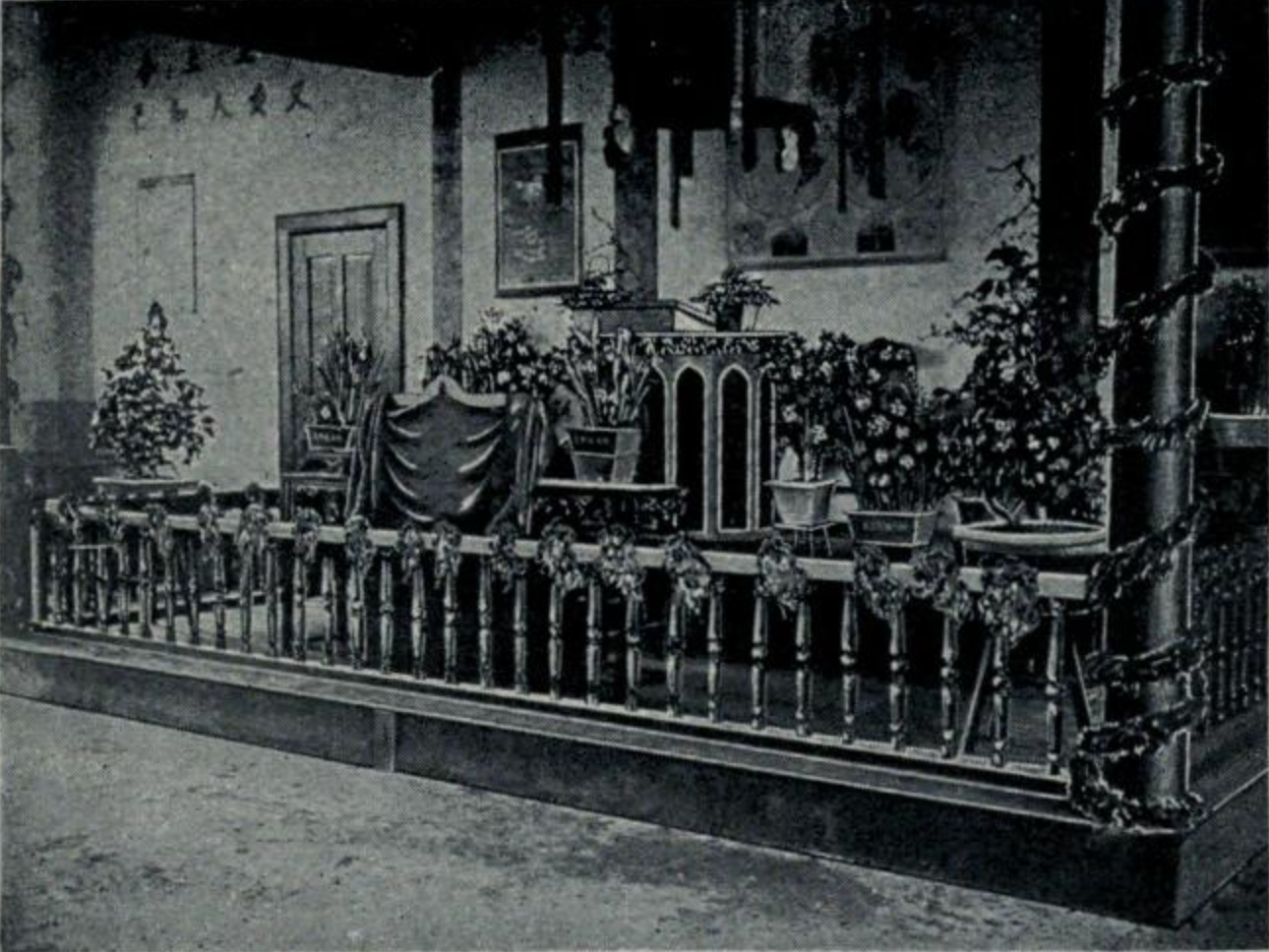
Interior de la capilla metodista canadiense de Chengtu, anterior a 1903
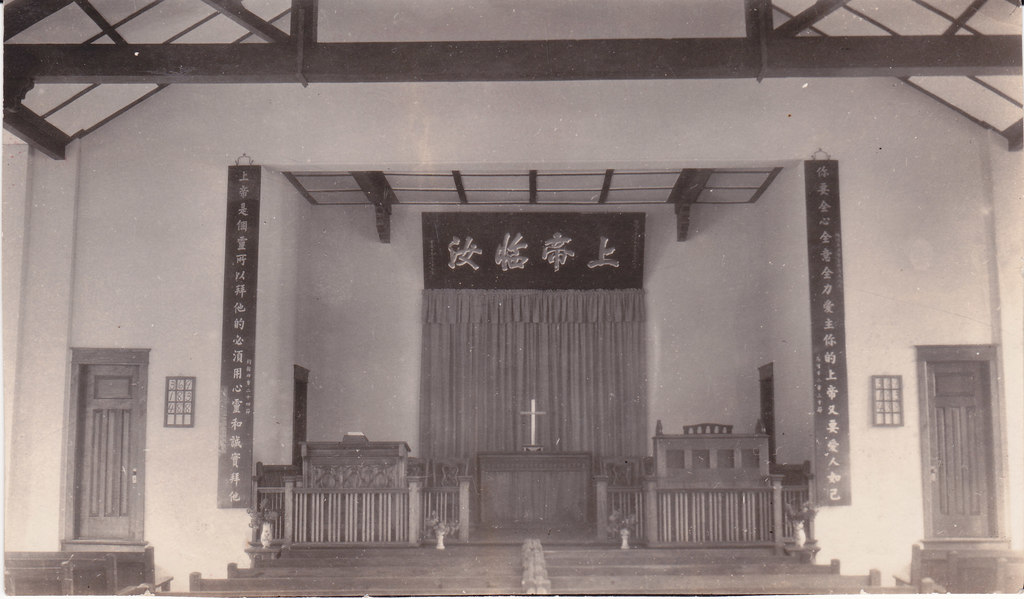
Cancel de la iglesia de la Misión Metodista Canadiense en Luchow, 1932
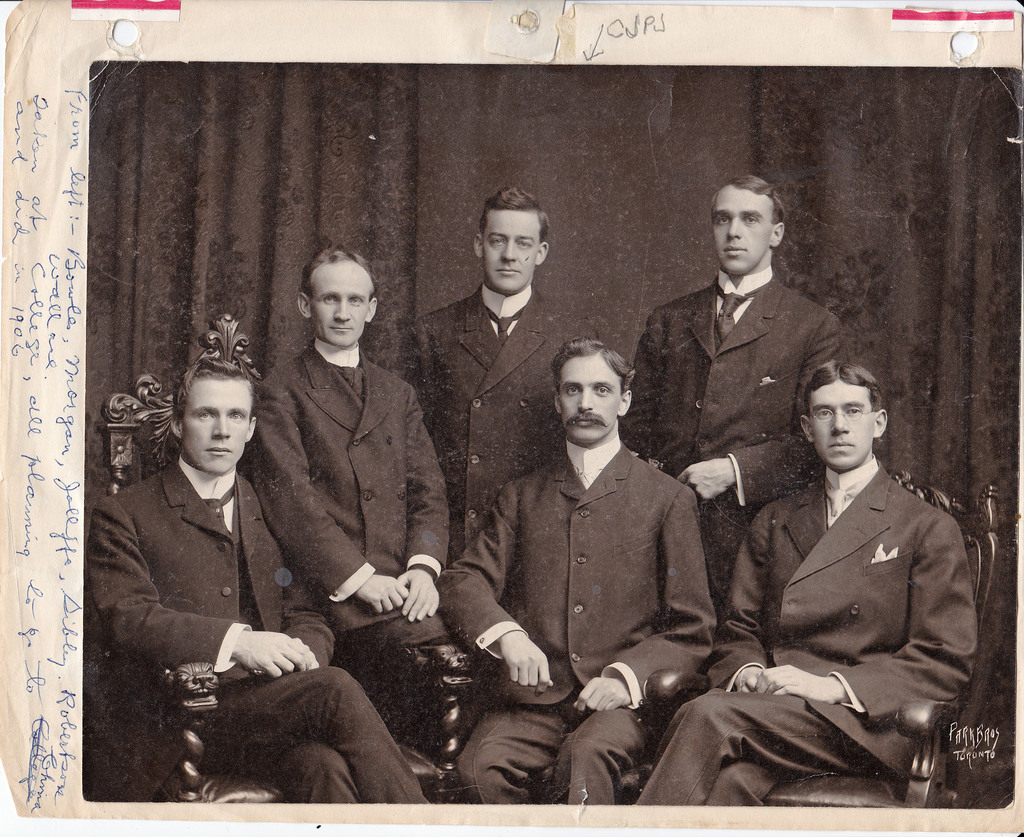
Seis de los Ocho de Victoria, de izquierda a derecha: N. E. Bowles, E. W. Morgan, C. J. P. Jolliffe, W. E. Sibley, H. D. Robertson y E. W. Wallace, zarparon en 1906
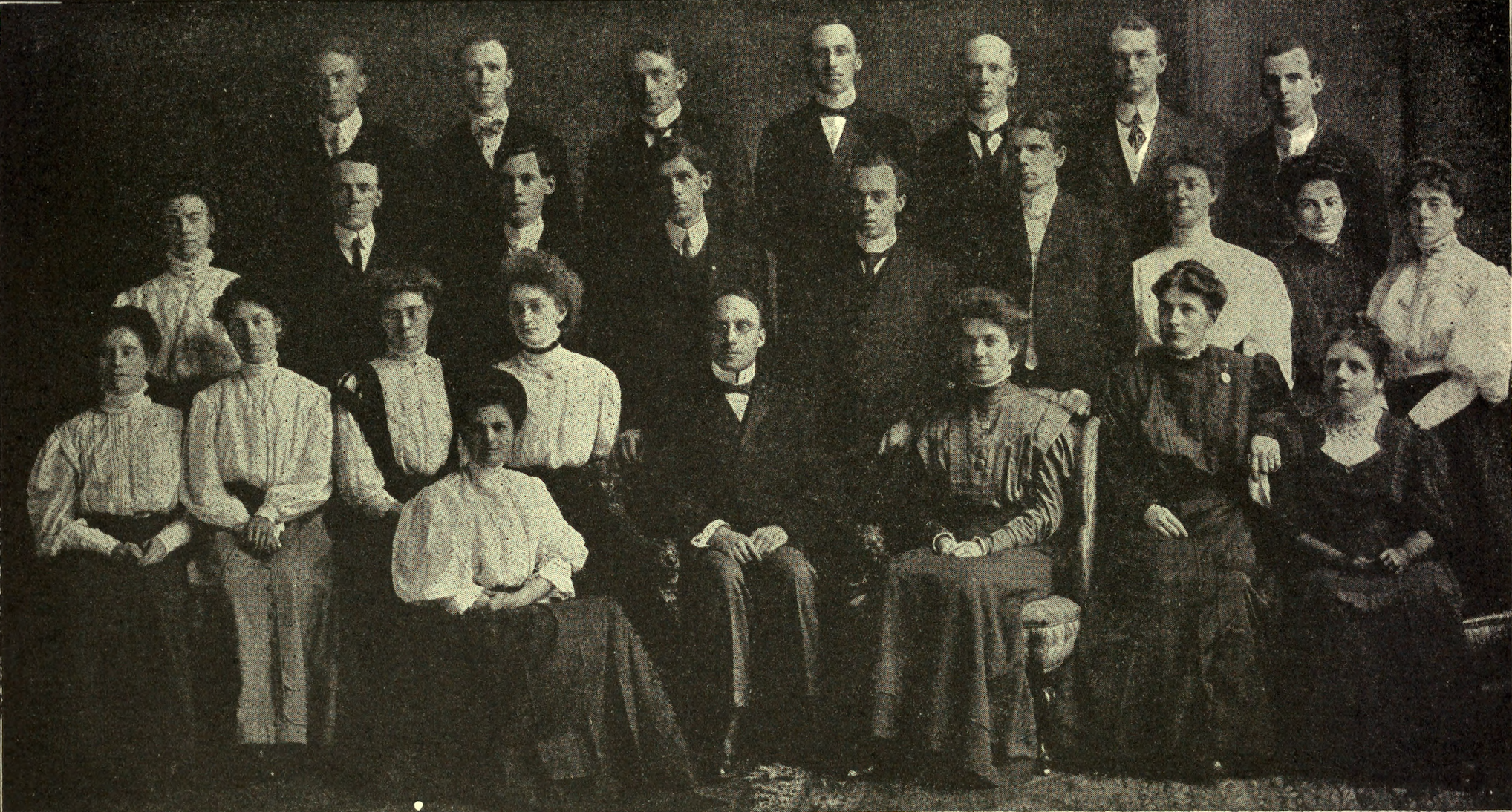
Nuevo grupo misionero de la Misión Metodista Canadiense, zarpó en 1908
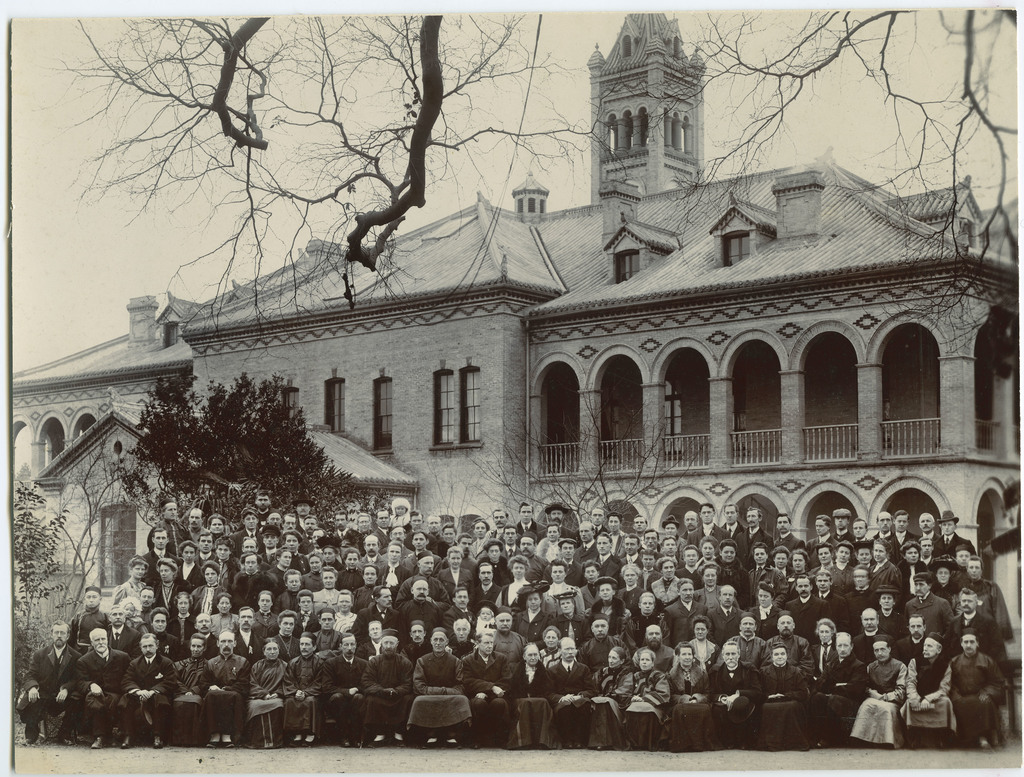
Forward Movement, Conferencia Misionera en Chengtu, 1908
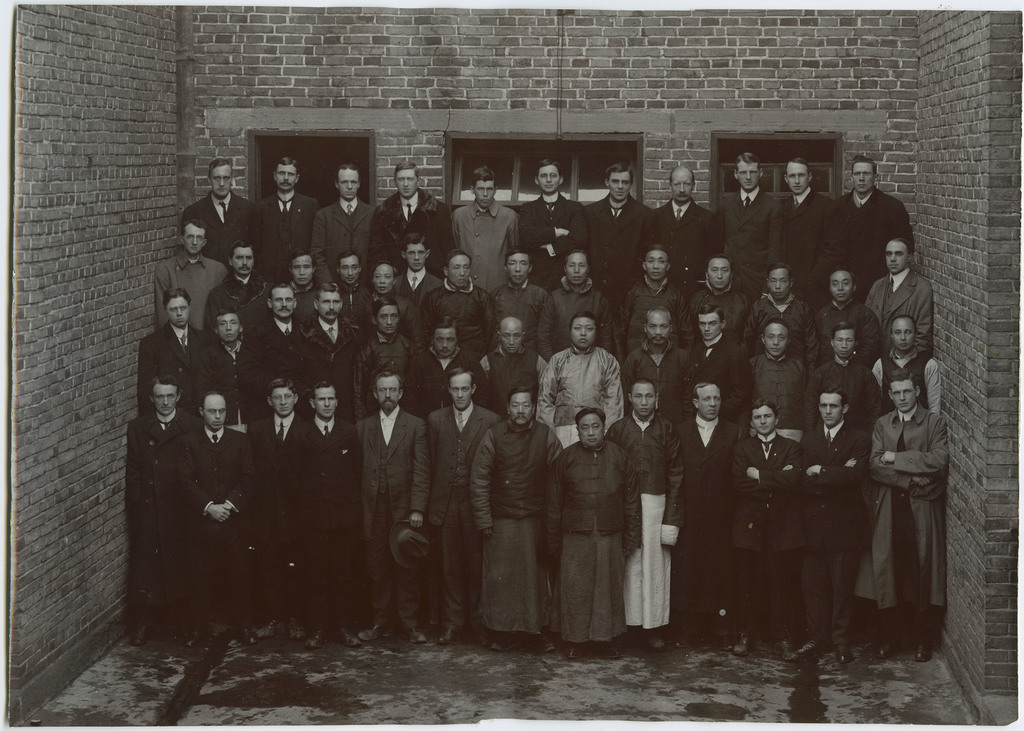
Conferencia anual de la misión de China Occidental de la Iglesia Metodista de Canadá, Chungking, 1914
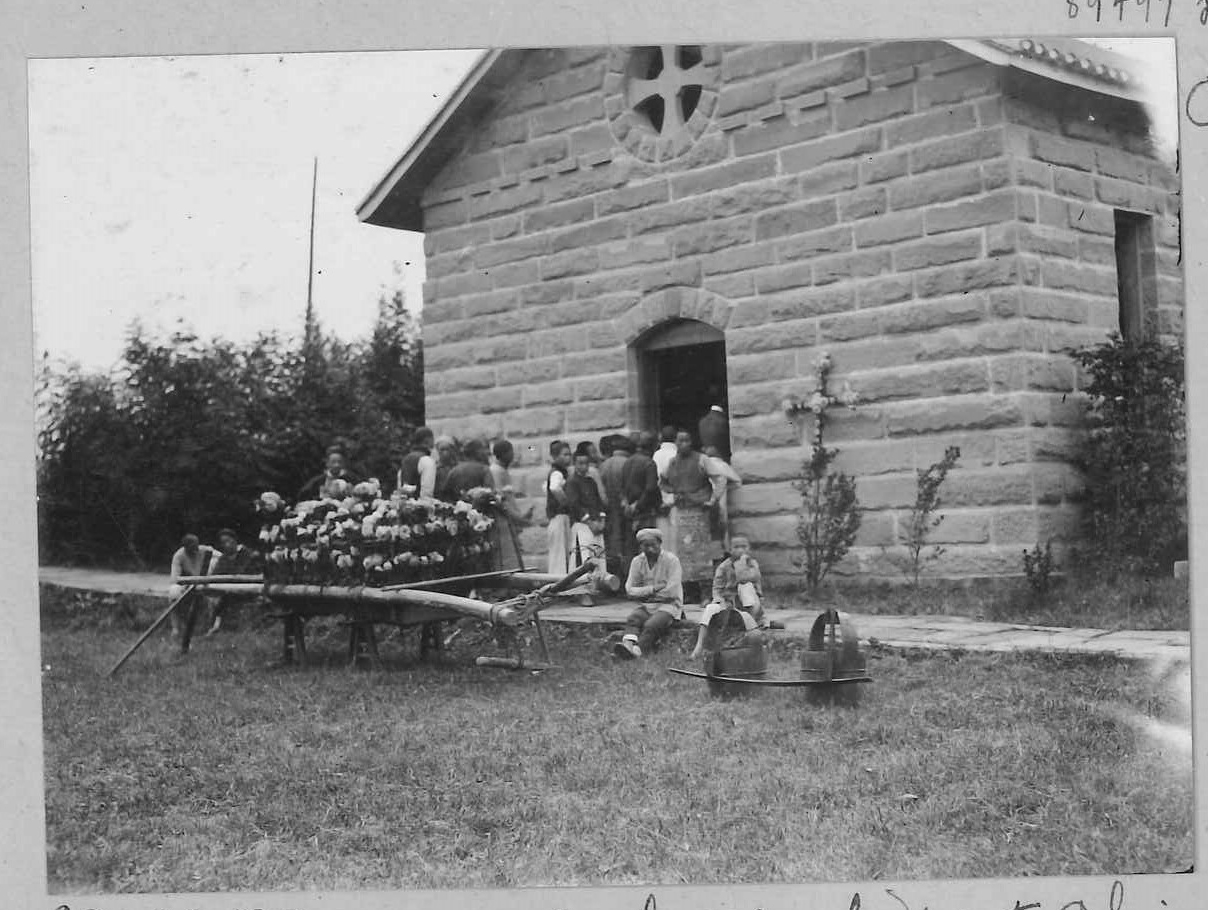
Funeral de uno de los pastores de la Conferencia de China Occidental celebrado en una iglesia metodista episcopal estadounidense en Chungking, entre 1900 y 1930
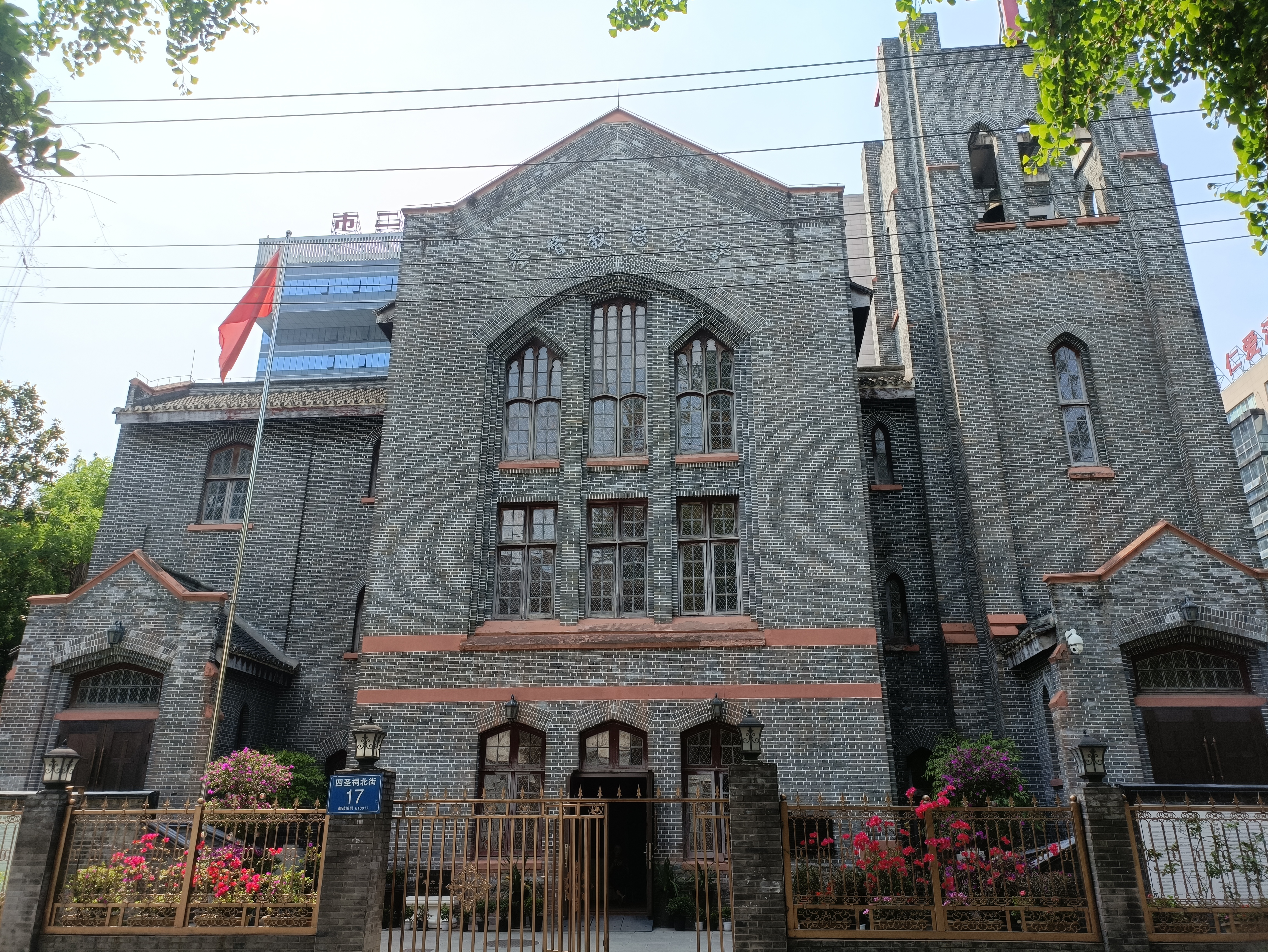
Iglesia metodista canadiense de Sï-Shen-Tsï (Chengtu) en 2023
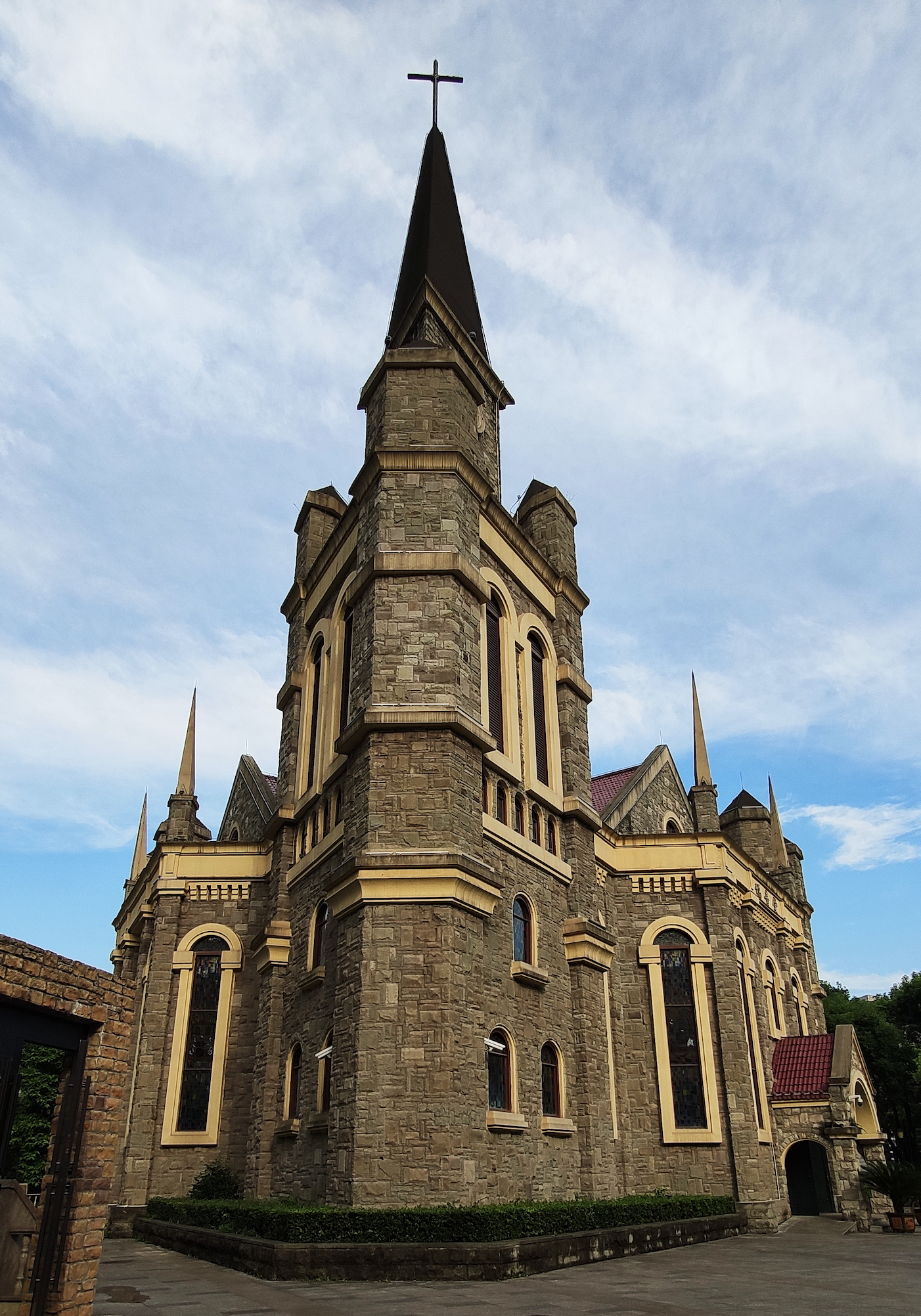
Iglesia del Evangelio de Chungking (Iglesia Metodista Episcopal) en 2019

## Revistas y periódicos
- Lü, Shih-chiang (1976). «晚淸時期基督敎在四川省的傳敎活動及川人的反應（1860–1911）» [La evangelización de la provincia de Sichuan a finales de la época Qing y las respuestas del pueblo sichuanés (1860–1911)]. Revista de historia de la Universidad Nacional Normal de Taiwán (en chino tradicional) (Taipéi: Departamento de Historia de la Universidad Nacional Normal de Taiwán).
- Plewman, T. E. (1936). «The Red Terror in the Tribes Country». The West China Missionary News (en inglés) (Chengtu: West China Missions Advisory Board) 38 (1).
- VanderKlippe, Nathan (2017). «China’s history with missionaries forms modern Canada relations». The Globe and Mail (en inglés) (Toronto: The Globe and Mail Inc.).
- WCMN (1936). «The Church in the Tribes Country: Report of a Journey to Weikiu, Lifan, Tzagulao, October 1935». The West China Missionary News (en inglés) (Chengtu: West China Missions Advisory Board) 38 (4).

- Datos: Q113371200
- Multimedia: Methodism in Sichuan / Q113371200